# توماس بيكر (كاياكير)
توماس بيكر (بالألمانية: Thomas Becker)‏ هو كاياكير ألماني، ولد في 6 يوليو 1967 في هيلدن في ألمانيا.

## وصلات خارجية
- توماس بيكر على موقع أوليمبيديا (الإنجليزية)